# Harveyville (Kansas)
Pour les articles homonymes, voir Harveyville.
Harveyville est une ville américaine située dans le comté de Wabaunsee, au Kansas. Selon le recensement de 2010, sa population est de 236 habitants.